# Římskokatolická farnost Onšov
Římskokatolická farnost Onšov je zaniklým územním společenstvím římských katolíků v rámci pelhřimovského vikariátu českobudějovické diecéze.

## O farnosti

### Historie
Ve 13. století je Onšov připomínán jako opevněné sídlo s kostelíkem. V roce 1361 je při kostele doložena plebánie. Tato později zanikla. Až v roce 1739 byla v Onšově zřízena lokálie. Z té pak v roce 1858 vznikla samostatná farnost. Vlastního duchovního správce měla farnost až do druhé půle 20. století. Pak začala být duchovní správa obstarávána ex currendo odjinud. Dne 31. prosince 2019 farnost zanikla, jejím právním nástupcem se stala Římskokatolická farnost Košetice.
Farnost je spravována excurrendo z Červené Řečice.
| Fotografie | Kostel                 | Místo              | Bohoslužba             | Bohoslužba             | Poznámka                           |
| ---------- | ---------------------- | ------------------ | ---------------------- | ---------------------- | ---------------------------------- |
|            | Kaple                  | Dunice             | neslouží se pravidelně | neslouží se pravidelně | obecní kaple                       |
|            | Kaple                  | Chlovy             | neslouží se pravidelně | neslouží se pravidelně | kaple                              |
|            | Kaple                  | Jiřičky            | neslouží se pravidelně | neslouží se pravidelně | kaple                              |
|            | Kaple                  | Martinice u Onšova | neslouží se pravidelně | neslouží se pravidelně | obecní kaple                       |
|            | Kostel svatého Martina | Onšov              | neděle čtvrtek         | 11.00 16.00            | bývalý farní, dnes filiální kostel |
|            | Kaple                  | Studený            | neslouží se pravidelně | neslouží se pravidelně | obecní kaple                       |
|            | Kaple                  | Těškovice          | neslouží se pravidelně | neslouží se pravidelně | kaple                              |